# The Girl from Manhattan
The Girl from Manhattan (A Garota de Nova York, no Brasil) é um filme estadunidense de 1948 dirigido por Alfred E. Green e estrelado por  Dorothy Lamour e George Montgomery.

## Sinopse
Tom Walker, antigo zagueiro americano que desistiu do futebol para entrar no Ministério, retorna à sua antiga cidade natal para sua primeira missão sob a igreja.

## Elenco
- Dorothy Lamour	...	Carol Maynard
- George Montgomery	...	Rev. Tom Walker
- Charles Laughton	...	o Bispo
- Ernest Truex	...	Homer Purdy
- Hugh Herbert	...	Aaron Goss
- Constance Collier	...	Mrs. Brooke
- William Frawley	...	Mr. Bernouti
- Sara Allgood ...	Mrs. Beeler
- Frank Orth	...	Oscar Newsome
- Howard Freeman	...	Sam Griffin